# Тимофеевка (Херсонская область)
Тимофеевка (укр. Тимофіївка) — село в Ивановской поселковой общине Генического района Херсонской области Украины. С 2022 года находится под контролем России.
Население по переписи 2001 года составляло 196 человек. Почтовый индекс — 75440. Телефонный код — 5531. Код КОАТУУ — 6522981002.

## Местный совет
75440, Херсонская обл., Ивановский р-н, с. Благодатное, ул. Кирова, 30

## Персоналии
Здесь 25 ноября 1832 года в имении своего деда родился публицист Николай Иванович Шульгин.